# Андреэ, Иоганн Герхард Рейнхард
Иоганн Герхард Рейнхард Андреэ (нем. Johann Gerhard Reinhard Andreae, 1724—1793) — немецкий натуралист, химик, фармацевт; родился и большую часть жизни жил в Ганновере.

## Краткая биография
Иоганн Герхард Рейнхард родился в семье аптекаря Леопольда Андреэ (Leopold Andreae, 1686—1730) и Катарины Элизабет Розенхаген (Katharina Elisabeth Rosenhagen, ум. в 1752 году). Дед Иоганна Герхарда Рейнхарда, Эрнст Леопольд Андреэ (Ernst Leopold Andreae, род. ок. 1640) также был аптекарем.
Вначале Иоганн Герхард Рейнхард обучался аптекарьскому делу в Ганновере, затем, в 1744 году, стал изучать в Берлине фармацию, геологию и химию под руководством Иоганна Генриха Потта. Какое-то время он работал фармацевтом, то затем снова вернулся к изучению наук. Он занимался химией, минералогией, а также металлургией под руководством Иоганна Андреаса Крамера (1710—1777). К этому же периоду относится пребывание Андреэ в течение нескольких месяцев в Лондоне.
В 1747 году он принял на себя обязательства по управлению семейной аптеки (после смерти матери, последовавшей в 1752 году, аптека перешла ему по наследству).
В 1751 году он женился на Ильзе Софии Мюллер (Ilse Sophie Müller, 1728—1795).
С августа по октябрь 1763 года Андреэ совершил научное путешествие по Швейцарии. Он побывал в высокогорных районах страны, изучал гербарии, коллекции минералов, интересовался соляными промыслами, горячими источниками, ледниками. Материалы этого путешествия были опубликованы в 1764—1765 годах (в 1776 году — вторым изданием, с обширными комментариями).
По поручению курфюрста Ганновера в 1765—1769 годах он занимался изучением почв Ганновера с целью определения их пригодности для использования в сельском хозяйстве.
В честь Иоганна Герхарда Рейнхарда Андреэ назван род широко распространённых в Северном полушарии мхов Andreaea (русское название рода в разных источниках отличается — Андрея, Андреа, Андреэя). По названию этого рода названо семейство Андреевые (Andreaeaceae), порядок Андреевые (Andreaeales) и класс Андреевые мхи (Andreaeopsida).

## Публикации
- Briefe aus der Schweiz nach Hannover geschrieben, in dem Jahre 1763 (нем.)  (Дата обращения: 14 мая 2010)